# Acantholimon lycaonicum
Acantholimon lycaonicum är en triftväxtart som beskrevs av Pierre Edmond Boissier och Theodor Heinrich von Heldreich. Acantholimon lycaonicum ingår i släktet Acantholimon och familjen triftväxter. Utöver nominatformen finns också underarten A. l. cappadocicum.